# اللص الصادق
اللص الصادق (بالروسية: Честный вор) قصة قصيرة من تأليف الكاتب الروسي فيودور دوستويفسكي. نُشِرت القصة للمرة الأولى في عام 1848.

## القصة
تبدأ القصة بالراوي ينهي المعاملات مع أحد المستأجرين الجدد لشقة له، وهو جندي قديم اسمه "أستافي إيفانوفيتش"، وفي يومٍ ما يسرق لص معطف الراوي، فيحاول أستافي اللحاق به، ولكنَّ محاولته في القبض على اللص باءت بالفشل، يستاء أستافي من هذه الحادثة، ويظلُّ يتحدَّث عنها مراراً وتكراراً، ويصبح من الواضح أنَّ الراوي والجندي القديم يشتركان في احتقارهما الشديد للصوصية. وفي إحدى الليالي يُخبِر أستافي الراوي عن لصٍ شريف صادفه مرةً، ومن ثمَّ تنتقل القصة إلى ذكريات أستافي مع اللص. يتذكَّر أستافي لقائه بإيميليان إيليتش في حانةٍ ما، كان الاثنان يعرفان بعضهما، وبدا على إيميليان أنَّه يعيش في ضنكٍ شديدٍ بالنظر إلى تمزُّق معطفه وبلائه. كان إيميليان مُتعطِّش من أجل كأس خمرة، ولكنَّه لم يملك النقود الكافية. رؤية إيميليان في هذه الحالة دفع بأستافي إلى شراء الكحول له، ومنذ هذه الحادثة ظلَّ إيميليان يتبع أستافي أينما ذهب، وفي نهاية المطاف استقرَّ في شقته، لم يمانع أستافي من بقاء إيميليان لأنَّه كان قلقاً عليه من إدمانه على الكحول. لم يتوقف إيميليان عن شرب الخمور، ورغم أنَّ السكر لا يعبث بعقله ويظلُّ هادئاً وقتها، إلا أنَّ إدمانه على الكحول يمنعه من إعالة نفسه. يحاول أستافي إقناعه بتخفيف الشرب ولكن دون جدوى، في النهاية ييأس أستافي منه، ويتابع حياته، وينتقل إلى بلدة أخرى، متوقعاً أنَّه لن يرى إيميليان مرةً أخرى.
بعد فترة بسيطة من انتقال أستافي ظهر إيميليان على عتبة باب شقته الجديدة، وتابع الاثنان أسلوب حياتهما السابق، أستافي كان يوفِّر له الطعام والمسكن، أمَّا إيميليان فكان يخرج كل يوم ليعود سكيراً، وفي بعض الأحيان يغيب لأيام، ولكنَّه دائماً يعود سكيراً وشبه متجمِّد. يعمل أستافي الآن خياطاً، وهو يعاني من ضائقة مالية في هذه الفترة، واحد من أعماله هو عبارة عن بنطلون قصير راقٍ صنعه وفق طلب زبون ثري للغاية، لكنَّ الرجل لم يعد ليأخذ البنطلون، وهو ما أوقع أستافي في مشكلةٍ ماليةٍ. بعدما ييأس أستافي من عودة الرجل الثري يُقرِّر بيع البنطلون، ولكنَّه يتفاجئ باختفائه من البيت، الذي لم يدخله سواه وإيميليان. يشكُّ أستافي في رفيق سكنه، ولكنَّ إيميليان، الذي ظلَّ يسكر كعادته، أنكر سرقة البنطلون تماماً. في يومٍ ما دخل الاثنان في عراك حول البنطلون وإدمان إيميليان الذي يرفض عمل شيء بشأنه، وبعد الشجار يخرج إيميليان من الشقة ولم يعد لأيامٍ. حاول أستافي الخروج بحثاً عنه ولكن لم يحالفه الحظ، وبعد أيامٍ أخرى عاد إيميليان أخيراً، وهو على حافة الموت من الجوع والبرد، وبدا واضحاً أنَّه لن يعيش طويلاً، وبعد أن تدهورت صحته أراد إيميليان أن يُخبِر أستافي شيئاً بشأن البنطلون، وفي كلماته الأخيرة اعترف إيميليان بسرقته.